# Leucauge reimoseri
Leucauge reimoseri este o specie de păianjeni din genul Leucauge, familia Tetragnathidae, descrisă de Strand, 1936. Conform Catalogue of Life specia Leucauge reimoseri nu are subspecii cunoscute.